# Cervantes (estrella)
Cervantes, también llamada mu Arae (μ Arae) y HD 160691 es una estrella subgigante amarillo-naranja tipo G similar a nuestro Sol. Está aproximadamente a 49,8 años luz de distancia y se encuentra en la constelación Ara (Español: el Altar). Su magnitud aparente es de +5,12, lo que la hace visible a simple vista. Se estima que tiene 108% de la masa del Sol y puede ser un 32% más grande. Según los datos obtenidos por el satélite Hipparcos muestra un paralaje de 65,46 milisegundos de arco. Tiene aproximadamente 1,7 veces la luminosidad del Sol y se sospecha que es más antigua, moviéndose a la fase subgigante de su evolución estelar. Cervantes es rica en metales, mucho más que el Sol.
Se han descubierto cuatro planetas extrasolares orbitando a Cervantes, incluyendo uno que se cree podría ser el primer planeta rocoso, aunque no hay evidencias de ello, descubierto alrededor de una estrella de secuencia principal.

## Nombre
Llamado inicialmente μ Arae, este sistema planetario, a iniciativa del Planetario de Pamplona, la Sociedad Astronómica de España y el Instituto Cervantes, recibió en diciembre de 2015 el nombre científico y oficial de Sistema "Cervantes", en honor al ilustre de las letras complutense Miguel de Cervantes Saavedra. Una denominación que llega tras una votación popular promovida por la Unión Astronómica Internacional el 2015 dentro del concurso divulgativo denominado NameExoWorlds. Igualmente, los cuatro planetas del sistema "Cervantes" reciben los nombres de Dulcinea, Quijote, Sancho y Rocinante, personajes principales de la obra cumbre de la literatura de habla hispana.

## Sistema planetario
El sistema se fue descubriendo gradualmente, planeta a planeta hasta llegar a un total de cuatro objetos que orbitan a Cervantes. Se sospecha que tres son gigantes gaseosos, y el otro puede ser un planeta rocoso, o un gigante gaseoso de poca masa.
- Quijote (mu Arae b)[7] tiene 1,5 veces la masa de Júpiter y orbita alrededor de la zona de habitabilidad. El descubrimiento de Quijote se hace público con la publicación del artículo titulado "Two new planets from de Anglo-Australian planet search" redactado para la revista Astrophysical Journal, en su número 555;[8] publicación de la Sociedad Americana de Astronomía. Se deben los créditos del 'paper' a R. Paul Butler, C. G. Tinney, Geoffrey W. Marcy,  Hugh R. A. Jones,  Alan J. Penny y Kevin Apps quienes emplearon el espectrómetro UCLES del telescopio Anglo-australiano de La Silla (Chile) . Tras las primeras observaciones en 2001 por Butler et al. de este planeta que orbita Cervantes se extrae que posee un periodo de traslación de 743 días y viaja a una velocidad radial máxima de 54 m/s (para una precisión de estas mediciones iniciales de 3 m/s). Se calcula en principio que tiene una órbita muy excéntrica con e = 0.62. Su masa es estimada inicialmente como 1.97 veces la masa de Júpiter y se mide una distancia de 1.65 UA hasta el centro de su estrella, Cervantes. Más delante, en 2002, por Jones et al.[9] se mejoran las mediciones y se obtiene que tiene un periodo orbital de 637 días para una velocidad máxima algo más baja que la estimada en 2001 de 40 m/s. Su excentricidad calculada ahora es de 0.31, considerablemente inferior a la inicial, pero la estimación de su masa no dista mucho de la obtenida con los datos reunidos hasta 2001 y se cifra en 1.7 masas de Júpiter. También se corrige la distancia a Cervantes, situada en 1.5 UA, algo más cercano de lo calculado un año antes y distancia aproximada a la que se separan Marte del Sol en el Sistema Solar. Más adelante, con posteriores mediciones, se ha mejorado el cálculo de su periodo orbital, situándose en 643 días frente a los 637 de 2002. Recibe la denominación de Quijote según la Unión Astronómica Internacional. Tras la confirmación de la existencia de Quijote orbitando la estrella Cervantes se sospecha de la existencia de Sancho.
- Dulcinea (mu Arae c)[7] en el momento de su descubrimiento, era el planeta menos masivo encontrado alrededor de una estrella de secuencia principal. Inicialmente se estima su masa en 14 masas equivalentes a la de la Tierra y un periodo orbital de 9.5 días con una órbita circular perfecta (excentricidad e = 0.0). La velocidad radial de la estrella es de 4.1 metros por segundo. Su descubrimiento lo encumbró como el primer "Neptuno caliente" encontrado gracias a su gran tamaño y cercanía a su estrella. Las primeras publicaciones que citan a Dulcinea corresponden a Santos et al. (2004).[10] Más adelante se mejoró la precisión de las medidas y se determinó que su masa mínima es solo 10,5 veces la de la Tierra (0.03 masas de Júpiter) y orbita muy cerca de Cervantes, completando una revolución cada 10 días. La gran cercanía a Cervantes y el hecho de que se trata del planeta más interior del sistema planetario hacen que sea difícilmente visible por los otros planetas Quijote o Sancho. Se encuentra a tan sólo 0.1 UA de Cervantes. El descubrimiento fue hecho con la ayuda del espectrógrafo High Accuracy Radial Velocity Planet Searcher (HARPS) (Buscador de Planetas de Velocidad Radial de Alta Precisión). Los datos que revelaron la existencia de este planeta fueron reunidos en ocho noches de observación en junio de 2004. De acuerdo con los modelos actuales de formación de planetas, los científicos estiman que Dulcinea es probablemente un planeta rocoso, aunque todavía no se tiene evidencias concluyentes de ello, y no se trata pues de un gigante gaseoso. La duda que se tiene actualmente es si se trata de un gigante de hielo o de una super Tierra. Es posible que un planeta rocoso de este tamaño se haya formado debido a que μ Arae tiene mayor contenido metálico que nuestro Sol. La superficie del planeta debe ser muy caliente a causa de la cercanía con μ Arae; se estima que la temperatura de la superficie debe ser de alrededor de 900 K. Su superficie debería ser, pues, volcánica. La probabilidad de existencia de vida tal y como la conocemos es, por lo tanto, extremadamente pequeña. Recibe como denominación el nombre de Dulcinea, a propuesta de España ante la Unión Astronómica Internacional.

- Rocinante (mu Arae d[7]). Es un gigante gaseoso de aproximadamente la mitad de la masa de Júpiter y tiene una órbita altamente excéntrica, esto hace que su distancia a la estrella Cervantes varíe drásticamente. Su periodo orbital es de 311 días y se encuentra a una distancia media de 0.9 UA de Cervantes. Las interacciones con Quijote, según las simulaciones realizadas con los datos de sus elementos orbitales, hacen pensar que el sistema planetario Cervantes se trata de un sistema inestable que, probablemente, se destruirá dentro de unos 76 millones de años. Su descubrimiento no fue confirmado hasta el año 2007 cuando se publica por Pepe F. et al.[11] en su artículo "The HARPS search for southern extra-solar planets". Toma como denominación Rocinante en 2015 tras ganar el concurso NameExoWorlds de la Unión Astronómica Internacional a propuesta de España.

- Sancho (mu Arae e)[7] es un planeta de casi el doble de la masa de Júpiter que forma parte del sistema planetario Cervantes. Aunque se sospecha de la existencia de este exoplaneta desde 2001, la medición precisa de sus parámetros orbital y, por tanto, su descubrimiento y confirmación oficial no se llegarían hasta el año 2006. Dos años antes, en 2004, es Chris McCarthy et al. en el artículo "Multiple companions to HD 154857 and HD 160691" quienes obtienen la primera medida de su periodo orbital, que cifran en 8.2 años y le dan una excentricidad inicial de 0.57 para una masa de 3.1 masas de Júpiter. Pero realizan este ajuste con tan sólo dos órbitas keplerianas, por lo que aún se necesitan más medias para mejorar la precisión; datos que llegaron un par de años después. Por tanto, no es hasta unos pocos meses después de su descubrimiento en 2006, en febrero de 2007, cuando se hacen públicos sus elementos orbitales más precisos. De ello se encargan F. Pepe et al. a través de la revista científica europea Astronomy and Astrophysics (volumen 462, issue 2, 2/2007[12][11]). El exoplaneta Sancho orbita a la estrella Cervantes a una distancia aproximada de 0,921 UA y su período orbital es de 310,55 días. Se le calcula con las últimas mediciones de 2006 una masa inferior a la inicialmente estimada de 1.8 veces la masa de Júpiter y un periodo orbital algo mayor a los 8.2 iniciales de 11.5 años. Las observaciones determinan que avanza "lentamente" a unos 13 kilómetros por segundo. Lo más probable es que se trate de un gigante gaseososo que se encuentra a 5.2 UA de Cervantes. En todo caso estos datos son todavía inciertos pues se requiere de más observaciones que llegaran cuando complete otra nueva órbita alrededor de Cervantes. Pasa a denominarse Sancho en diciembre de 2015 a propuesta de España ante la Unión Astronómica Internacional junto a su estrella Cervantes y planetas del mismo sistema Dulcinea, Rocinante y Sancho.[13][14]

Ninguno de los planetas que orbitan Cervantes son visibles directamente desde la Tierra, aunque sí la estrella Cervantes. Los cuatro planetas fueron localizados utilizando el método de detección de planetas extrasolares de velocidad radial.
Este sistema exoplanetario Cervantes fue descubierto, por tanto, por R. P. Butler et al. (2001, ApJ, 555, 410), H. Jones et al. (2002, MNRAS, 337, 1170), N. Santos et al. (2004, A&A, 426, L19), C. McCarthy et al. (2004, ApJ, 617, 575) y F. Pepe et al. (2007, A&A, 462, 769), usando los telescopios Anglo-australiano Archivado el 16 de enero de 2016 en Wayback Machine. y Observatorio Europeo Austral (ESO) de 3.6 metros de diámetro.

### Características
| Nombre    | Masa (MJ) | Semieje mayor (UA) | Período orbital (días) | Excentricidad   | Imagen artística |
| --------- | --------- | ------------------ | ---------------------- | --------------- | ---------------- |
| Dulcinea  | >0,03321  | 0,09094            | 9,6386 ± 0,0015        | 0,172 ± 0,04    |                  |
| Rocinante | >0,5219   | 0,921              | 310,55 ± 0,83          | 0,0666 ± 0,0122 |                  |
| Quijote   | >1,676    | 1,497              | 643,25 ± 0,90          | 0,128 ± 0,017   |                  |
| Sancho    | >1,814    | 5,235              | 4205,8 ± 758,9         | 0,0985 ± 0,0627 |                  |